# El Tejar (kommunhuvudort)
El Tejar är en kommunhuvudort i Guatemala.   Den ligger i departementet Departamento de Chimaltenango, i den sydvästra delen av landet, 30 km väster om huvudstaden Guatemala City. El Tejar ligger 1 763 meter över havet och antalet invånare är 15 770.
Terrängen runt El Tejar är kuperad. Runt El Tejar är det tätbefolkat, med 591 invånare per kvadratkilometer. Närmaste större samhälle är Chimaltenango, 3,2 km nordväst om El Tejar. I omgivningarna runt El Tejar växer huvudsakligen savannskog.